# Grindelwald (Tasmanien)
Grindelwald ist ein Ort am Tamar River 19 km nordöstlich der Stadt Launceston auf Tasmanien in Australien. Das Touristenresort mit 965 Einwohnern (2016) bietet einen Golfplatz, Hotels und Souvenirshops, die auch Schweizer Spezialitäten anbieten.
Die Anfang der 1980er-Jahre vom niederländischen Großunternehmer Roelf Vos erbaute Siedlung wurde im Stil eines typischen Schweizer Dorfs errichtet, dessen Häuser sich mit ihren ausladenden Dächern, Dachgeschossen in den spitzwinkligen Dächern, Blumenkästen, dem verglichen mit der australischen Leichtbauweise massiv anmutenden Äußeren und mit einigen weiteren typisch europäischen Baumerkmalen deutlich abheben von den sonst üblichen Häusern. Wer in Grindelwald ein Haus bauen möchte, muss sich zwingend an die entsprechenden architektonischen Vorschriften halten.